# Franciscaines de l'Adoration perpétuelle
Les Franciscaines de l'Adoration perpétuelle forment une congrégation religieuse féminine enseignante et hospitalière de droit pontifical.

## Historique

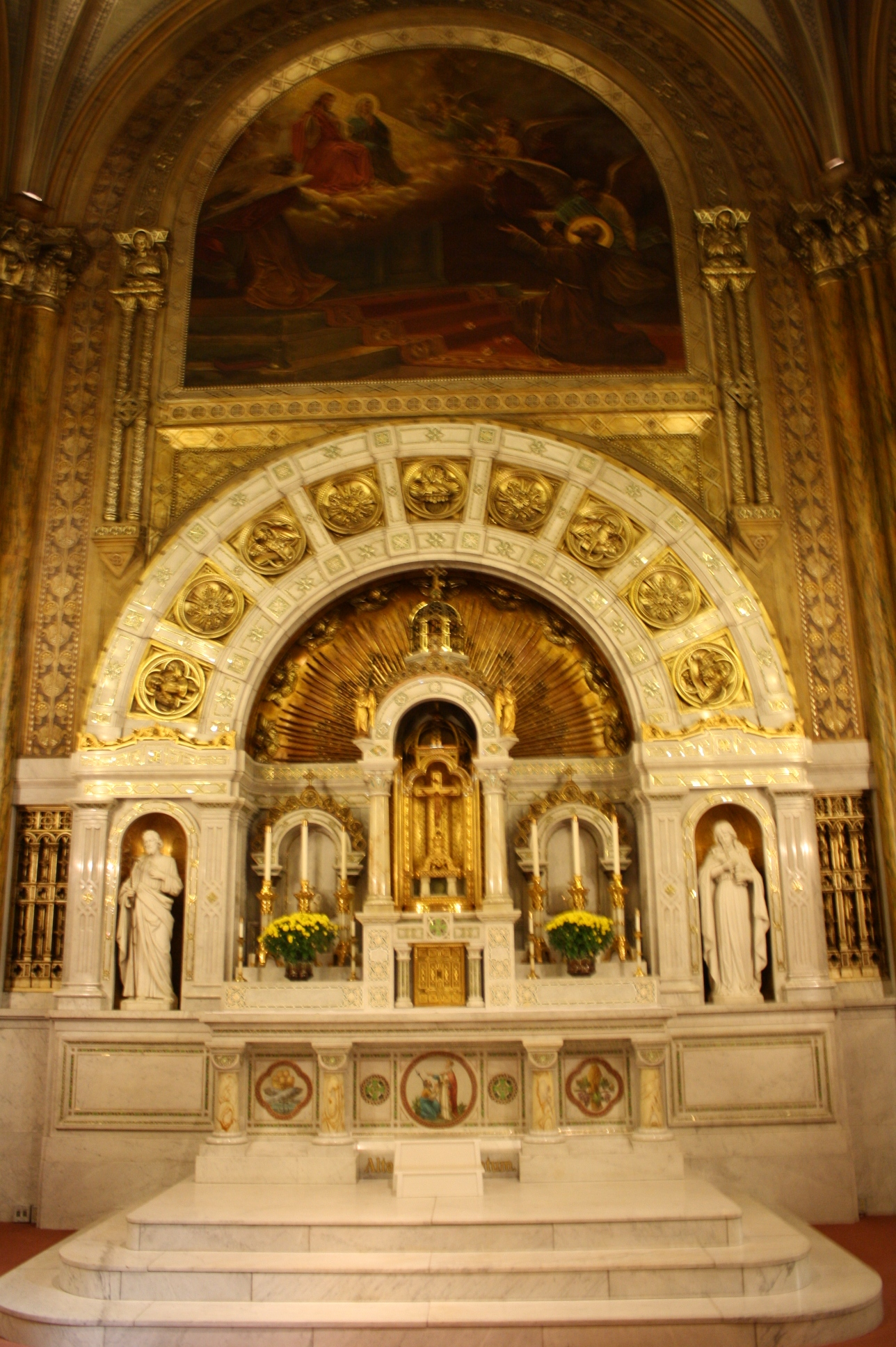
Autel du Couvent Sainte-Rose-de-Viterbe.

Les Franciscaines sont issues d'un groupe de six Sœurs affiliées au tiers-ordre franciscain venues d'Ettenbeuren en Bavière, installées en 1849 à Milwaukee. Elles fondent la congrégation des Sœurs de Saint-François-d'Assise, dirigée par Mère Æmiliana Dix, pour l'instruction des enfants d'immigrants allemands et le soin des personnes délaissées, avec, lorsque c'est possible, l'adoration perpétuelle du Saint Sacrement. Mais débordé par la tâche, le groupe se scinde en 1860 et une nouvelle supérieure, Mère Antonia Herb, est élue en 1864. Elles s'installent à Jefferson, au couvent Sainte-Colette, où elles renouvellent leur intention de se vouer à l'adoration perpétuelle, prenant leur nom actuel. Elles installent leur maison-mère au couvent Sainte-Rose-de-Viterbe à La Crosse, en 1871, où deux sœurs se relaient en permanence pour prier devant le Saint Sacrement aux intentions de l'Église, du monde et de la communauté.
Elles fondent à La Crosse en 1871 une école normale de Sœurs institutrices qui donne naissance de nos jours à la Viterbo University, et deux ans plus tard leur communauté de Milwaukee. Elles sont alors 127 Sœurs, en comptant les novices et les postulantes. L'adoration perpétuelle commence sans interruption depuis lors en 1878. Mère Antonia Herb meurt en 1882 et Mère Ludovica Keller lui succède, jusqu'en 1928 à sa mort.
L'institut est agrégé aux Frères Mineurs Conventuels, il reçoit le décret de louange le 28 février 1910. Leurs constitutions sont approuvées en 1989 par Jean-Paul II et révisées en 1999. En 1997, elles acceptent des adorateurs, hommes ou femmes, pour se joindre à l'adoration perpétuelle.

## Activités et diffusion

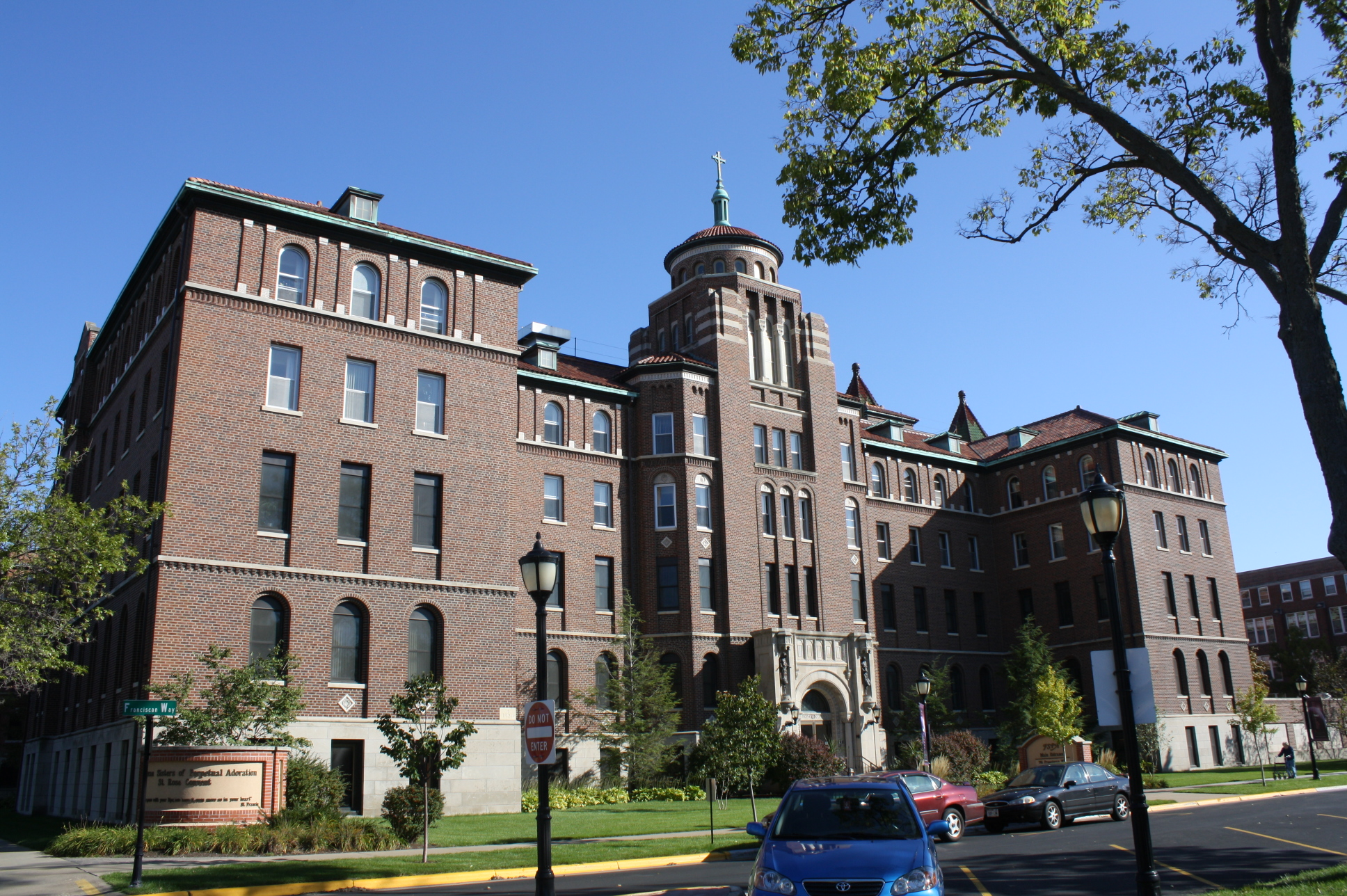
Maison-mère des Franciscaines de l'Adoration perpétuelle à La Crosse.

Les sœurs se consacrent à l'enseignement, aux soins des malades et à l'apostolat missionnaire.
Elles sont présentes en :
- Amérique : États-Unis, Canada, Mexique, Salvador.
- Afrique : Cameroun, Zimbabwe.
- Océanie : Guam.

La maison-mère est à La Crosse dans le Wisconsin.
En 2017, la congrégation comptait 225 sœurs dans 27 maisons.

### Article lié
- Église Sainte-Marie de Guttenberg